# Weltvereinigung der katholischen Lehrer
Die Weltvereinigung der katholischen Lehrer (englisch: World Union of Catholic Teachers (WUCT), französisch: Union Mondiale des Enseignauts Catholiques (UMEC), Offizielle Abkürzung: WUCT-UMEC) ist eine, vom Heiligen Stuhl anerkannte, römisch-katholische Vereinigung von Gläubigen. Sie ist eine Nichtregierungsorganisation und wurde 1951 in Rom gegründet, sie hat einen Beraterstatus bei der UNESCO, bei UNICEF und im ECOSOC. Die Union vertritt weltweit 26 Mitgliedsverbände aus 28 Ländern.

## Geschichte
Bereits im Jahr 1908 trafen sich die Präsidenten katholischer Lehrerverbände aus Österreich, den Niederlanden, Deutschland und der Schweiz um über gemeinsame Fragen der christlichen Erziehung und Bildungsmöglichkeiten zu beraten. Hieraus entstand der Wunsch einen internationalen katholischen Lehrerverband zu gründen, der dann auch 1912 mit der Gründung des „Weltverbandes katholischer Pädagogen“ verwirklicht wurde. Die Arbeit des Weltverbandes musste zwischen 1914 und 1945 ruhen und wurde 1951 von 17 nationalen katholischen Lehrerorganisationen wieder aufgenommen und mit dem Namen „Word Union of Catholic Theachers“ reaktiviert. Sie wurde vom Päpstlichen Rat für die Laien als eine internationale katholische Vereinigung von Gläubigen anerkannt, erhielt den Status einer Nichtregierungsorganisation (NGO) und vertritt die christlichen Anliegen als beratendes Mitglied in der UNO.

## Selbstverständnis
Die WUCT versteht sich als eine Organisation, die ihr Wirken in den Dienst der katholischen Lehrerverbände stellen will. Sie koordiniert und organisiert Studien- und Forschungsaktivitäten, sie unterstützt die Gründung neuer katholischer Lehrervereine und -vereinigungen und setzt sich für die Rechte und die erzieherische Freiheit der Lehrer ein. Zu ihren Hauptzielen gehören: Förderung eines Bildungssystems, welches Eltern, Lehrer und Schüler miteinbezieht, damit jeder seine Verantwortung in der erzieherischen Gemeinschaft wahrnehmen kann; Ausarbeitung einer „Lehrer-Charta“, die in allen Ländern die rechtliche, soziale und dienstliche Situation der Lehrer, ihre Rechte und Pflichten, ihre kulturelle und didaktische Autonomie sowie die erforderliche Ausbildung für die Ausübung des Berufes definiert. 

## Organisation und Ausweitung
Die Vereinigung lädt alle vier Jahre zur Generalversammlung ein, an ihr nehmen die Delegierten der Mitgliedsverbände teil. Auf der Generalversammlung wird ein Rat gewählt, der aus dem Präsidenten (derzeit Guy Bourdeaud’hui aus Belgien), dem Generalsekretär (derzeit Giovanni Perrone aus Italien), Schatzmeister (derzeit John Lydon aus Großbritannien) und dem kirchlichen Assistenten Bischof Lucas Van Looy aus dem Bistum Gent besteht.
Die Mitgliedschaft im Weltverband kann eine Vollmitgliedschaft (nationale und regionale Lehrerverbände), eine korrespondierende Mitgliedschaft (im Aufbau befindlicher Lehrervereinigungen und Dozenten) und eine Ehrenmitgliedschaft sein. Derzeit sind 26 Mitgliedsverbände eingeschrieben, die weltweit aus 28 Ländern kommen und in Asien, Europa, Nordamerika und Südamerika beheimatet sind. Deutschland ist durch den Verein katholischer deutscher Lehrerinnen (VkdL) vertreten. Der Hauptsitz der WUCT ist in Rom.